# Ewelina Toborek
 Ewelina Toborek  (ur. 10 stycznia 1986 w Kaliszu) – polska siatkarka, występująca na pozycji środkowej. Wychowanka klubu SSK Calisia Kalisz, obecnie gra w klubie TKST Budowlani Budlex Toruń.

## Sukcesy
- złota medalistka Mistrzostw Polski 2006/2007 z Winiarami Kalisz
- zdobywczyni Pucharu Polski w siatkówce kobiet w sezonie 2006/2007 z Winiarami Kalisz
- brązowa medalistka Mistrzostw Polski 2005/2006 z Winiarami Kalisz

## Kluby
- SSK Calisia Kalisz
- SMS PZPS Sosnowiec
- ...–2007  Winiary Kalisz
- 2007–2008 (wyp) Impel Gwardia Wrocław
- 2008–2009  SSK Calisia Kalisz
- 2009–2010  Trefl Sopot
- 2010–2011  Sandeco EC Wybrzeże TPS Rumia
- 2011–2012  MUKS Sparta Warszawa
- 2012–2013  TKST Budowlani Budlex Toruń
- 2013–...   Joker-Mekro Świecie